# So Damn Happy
So Damn Happy è un album della cantante soul statunitense Aretha Franklin, registrato nel 2003 per la Arista Records.

## Tracce
1. The Only Thing Missin' (Gordon Chambers, Troy Taylor, Rick Williams, Mylia Sunny Davis) - 3:07
2. Wonderful (Aleese Simmons, Ron Amen-Ra Lawrence) - 4:04
3. Holdin' On (Earl Klugh, Mary J. Blige, Bruce Miller, Troy Taylor) - 4:37
4. No Matter What (Mary J. Blige, Bruce Miller, Troy Taylor) - 4:33
5. Everybody's Somebody's Fool (James Wright, Terry Lewis, James Harris) - 4:35
6. So Damn Happy (Franklin) - 4:29
7. You Are My Joy (Franklin) - 2:34
8. Falling Out of Love (Burt Bacharach, Jerry Leiber, Jed Leiber) - 4:31
9. Ain't No Way (Gordon Chambers, Barry J. Eastmond) - 4:37
10. Good News (Norman West) - 4:55
11. You Are My Joy (Reprise) (Franklin) - 2:33